# Sansevieria volkensii
Sansevieria volkensii là một loài thực vật có hoa trong họ Măng tây. Loài này được Gürke miêu tả khoa học đầu tiên năm 1895.